# Vestringija
Vestringija (lat. Westringia), rod medićevki smješten u tribus Westringieae, dio potporodice Prostantheroideae. Sastoji se od 32 vrsta, vazdazelenih grmova iz Australije, Tasmanije (4 vrste, 3 endema) i Lord Howe Islanda (dvije vrste, jedna endemska).
Tipična vrsta je Westringia rosmariniformis Sm., sinonim za Westringia fruticosa, grm iz Queenslanda, Novog Južnog Walesa i Lord Howea.

## Opis
To je rod zimzelenih grmova, podrijetlom iz Australije, s uskim tamnozelenim lišćem u obliku koplja, sličnim ružmarinu, i bijelim do blijedoplavim cvjetovima.

## Vrste
1. Westringia acifolia G.R.Guerin
2. Westringia amabilis B.Boivin
3. Westringia angustifolia R.Br.
4. Westringia blakeana B.Boivin
5. Westringia brevifolia Benth.
6. Westringia capitonia G.R.Guerin
7. Westringia cephalantha F.Muell.
8. Westringia cheelii Maiden & Betche
9. Westringia crassifolia N.A.Wakef.
10. Westringia cremnophila N.A.Wakef.
11. Westringia dampieri R.Br.
12. Westringia davidii B.J.Conn
13. Westringia discipulorum S.Moore
14. Westringia eremicola A.Cunn. ex Benth.
15. Westringia fitzgeraldensis R.W.Davis & Jobson
16. Westringia fruticosa (Willd.) Druce
17. Westringia glabra R.Br.
18. Westringia grandifolia F.Muell. ex Benth.
19. Westringia kydrensis B.J.Conn
20. Westringia longifolia R.Br.
21. Westringia lucida B.Boivin
22. Westringia lurida Gand.
23. Westringia ophioglossa R.W.Davis & Jobson
24. Westringia parvifolia C.T.White & W.D.Francis
25. Westringia rigida R.Br.
26. Westringia rubiifolia R.Br.
27. Westringia rupicola S.T.Blake
28. Westringia saxatilis B.J.Conn
29. Westringia senifolia F.Muell.
30. Westringia sericea B.Boivin
31. Westringia tenuicaulis C.T.White & W.D.Francis
32. Westringia viminalis B.J.Conn & Tozer